# Medalla Conmemorativa del 850.º Aniversario de Moscú

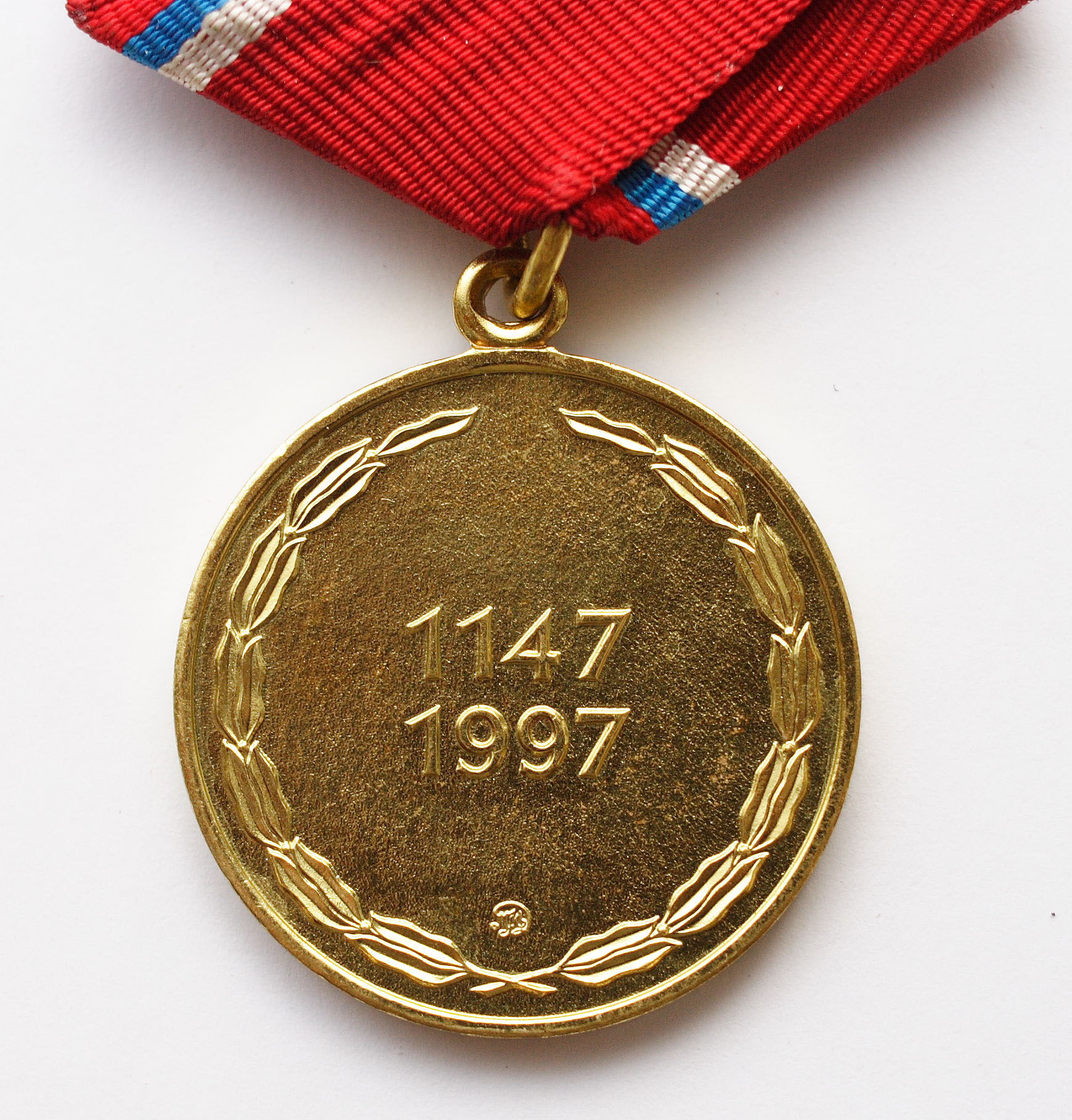
Reverso de la medalla

La Medalla Conmemorativa del 850.º Aniversario de Moscú (en ruso: Медаль «В память 850-летия Москвы»), es una medalla conmemorativa estatal de la Federación de Rusia establecida por el Decreto Presidencial n.º 132 del 26 de febrero de 1997, y otorgada a destacados ciudadanos moscovitas y veteranos de la Segunda Guerra Mundial en conmemoración del 850.º aniversario de la primera referencia rusa a la ciudad de Moscú, que data de 1147, cuando el príncipe Yuri Dolgoruki del Principado de Vladímir-Súzdal, hijo de Vladímir II Monómaco, pidió a Sviatoslav Ólgovich, príncipe de Nóvgorod-Síverski queː «ven a visitarme en Moscú, hermano». Su estatuto fue desarrollado el 21 de marzo de 1997 por el Decreto Presidencial n.º 223.

## Estatuto de la medalla
Según el estatuto de concesión la Medalla Conmemorativa del 850.º Aniversario de Moscú se otorga aː
- Los participantes en la defensa de Moscú que recibieron la Medalla por la Defensa de Moscú;
- Trabajadores en tiempo de guerra que trabajaron en Moscú durante la Gran Guerra Patria de 1941-1945;
- Personas que recibieron la Medalla Conmemorativa del 800.º Aniversario de Moscú;
- Ciudadanos que han hecho una contribución significativa al desarrollo de la ciudad de Moscú.

El Decreto Presidencial n.º 1099 de 7 de septiembre de 2010  eliminó la medalla de la lista de premios estatales de la Federación de Rusia, con lo que actualmente ya no se otorga.
La medalla se lleva en el lado izquierdo del pecho y, si hay otras órdenes o medallas de la Federación de Rusia, se coloca justo después de la Medalla Conmemorativa del 300.º Aniversario de la Armada de Rusia. A partir del 20 de abril de 2021, la medalla se coloca justo después de la Medalla Conmemorativa del 300.º Aniversario de la Fiscalía de Rusia.
Cada medalla venía con un certificado de premio, este certificado se presentaba en forma de un pequeño folleto de cartón de 8 cm por 11 cm con el nombre del premio, los datos del destinatario y un sello oficial y una firma en el interior.

## Descripción de la medalla
La Medalla Conmemorativa del 850.º Aniversario de Moscú es una medalla circular de latón dorado de 32 mm de diámetro con un borde elevado por ambos lados.
En su anverso la medalla tiene la imagen de San Jorge a caballo alanceando un dragón. En el lado izquierdo del anverso, siguiendo la circunferencia de la medalla, la inscripción en relieve «Moscú 850» (en ruso: Москва 850). En el reverso, la medalla tiene una corona de laurel sobre toda la circunferencia salvo la parte superior, en su centro la inscripción en relieve «1147» sobre la inscripción «1997».
La medalla está conectada con un ojal y un anillo a un bloque pentagonal cubierto con una cinta de muaré de seda. Ancho de banda 24 mm. La cinta es de color rojo oscuro, a lo largo de la cinta hacia la derecha a una distancia de 1 mm del borde: tres franjas de color blanco, azul y rojo, de 2 mm de ancho cada una.